# Curt & Roland
Curt & Roland var en duo bestående av Curt Petersén (1946–2009) och Roland Lundgren (född 1945) från Falköping. 

## Historik
Duon startades 1965, inspirerade av The Everly Brothers och Aage Samuelsen. Duon var en av de första kristna grupperna som använde elgitarrer och har varit av stor betydelse för den kristna musikens utveckling i Sverige.
Curt & Roland har vid flera tillfällen varit i Nashville och spelat in skivor. Tre av deras LP-skivor sålde guld och de har totalt sålt mer än 500 000 skivor genom åren. De har även medverkat i TV flera gånger, senast i TV-succén "Minns du sången". Under 1960-talet medverkade de ofta på Målle Lindbergs skivor och väckelsemöten. Curt & Roland medverkade även på samproduktioner med bland andra amerikanen Ralph Hart som de också turnerade med i såväl USA som i Brasilien. Donald Bergagård och Bertha Svensson var några av de andra sångare som de samarbetade med under 1960-talet. Under 1970-talet turnerade de bland annat tillsammans med Skeeter Davis, uppträdde på Roskildefestivalen och medverkade på countrygalor med bland andra Dolly Parton. Även om de har varit runtom i hela världen med sin sång och musik så är det i Norge och Sverige de haft sina största framgångar. 
Curt & Roland hade under alla år som heltidssysselsättning att sjunga och evangelisera om Jesus. Sedan i början av 1990-talet reste de bland annat ganska mycket i Läkarmissionens regi. År 2000 firade Curt & Roland 35-årsjubileum och gav ut det som blev deras sista nyproducerade skiva eftersom Curt år 1996 fick cancer och efter 13 års sjukdom till slut gick bort den 16 maj 2009. Detta medförde att Roland mest varit ute själv under Curts sjukdomstid. En CD-box, "Klassiker 1", med samtliga gamla sånger från EP-skivor och singlar från 1960-talet, släpptes under slutet av 2008. Det engelskspråkiga countryalbumet "People Get Ready" från 1972 släpptes på CD under år 2009. Alf Robertson tyckte att detta album var den bästa countryskivan som gjorts i Sverige. 2013 utgavs en dokumentärfilm på DVD, "Curt & Roland Story Del 1", som handlar om duons karriär från början till slut.

## Diskografi i urval

### Album
- 1970 - Verkligt liv, LP (CD 2011)
- 1971 - 68-71, LP (Digitalt 2021)
- 1972 - People Get Ready, LP (CD 2009)
- 1972 - Gammalt som nytt, LP (Digitalt 2021)
- 1973 - Curt & Roland i Nashville, LP (CD 2003)
- 1975 - Annorlunda nu, LP (CD 2003)
- 1975 - Jag har hört om en stad, LP (Piratutgåva)
- 1976 - Tryggare kan ingen vara, LP (CD 2010)
- 1977 - Tillbaka i Nashville, LP (CD 2003)
- 1978 -  Barnskiva: Tidsmaskinen, LP (CD 1998)
- 1979 - Country hits, LP
- 1979 - Glädje & Lovsång, LP (CD 2010)
- 1980 - Sånger för hela familjen, LP
- 1982 - Hjärtats sång, LP och CD
- 1982 - Barnskiva: Nya äventyr i Tidsmaskinen, LP
- 1983 - Curt & Roland, LP (CD 2010)
- 1983 - Country & Gospel på väg, LP (Piratutgåva)
- 1986 - Till himmelen jag går, LP och CD
- 1990 - Framåt, LP (CD 2010)
- 1995 - 26 samlade favoriter, CD
- 2000 - Solregn, CD
- 2003 - Nashville Country Gospel, CD-box
- 2008 - Klassiker 1, CD-box
- 2012 - Roland Live, CD (Roland Lundgren solo)
- 2019 - Barndomens tro, CD (Roland Lundgren solo)
- 2021 - Curt & Rolands bästa, CD

### Singlar och EP-skivor
- 1965 - "Blott en dag", singel
- 1966 - Vill du min Jesus lära känna? , EP
- 1967 - Jag är nu på väg till himlen, EP
- 1967 - Vi är på resa, EP
- 1967 - Barnabön, EP
- 1968 - En dag skall evighetens morgon gry, EP
- 1968 - Tänk för dig som vandrar utan Gud, EP
- 1968 - "It's Different Now", singel
- 1968 - "Lita på din Gud", singel
- 1968 - "Jesus lossat bojors tvång", singel
- 1969 - Han har tagit min hand, EP
- 1969 - Rastlös, EP

### DVD
- 2013 - Curt & Roland Story Del 1
- 2013 - Curt & Roland Story Del 2